# Eumecocera
Eumecocera es un género de escarabajos longicornios de la subfamilia Lamiinae.
 Fue descrito por Solsky en 1871.

## Especies
- Eumecocera anomala (Bates, 1884)
- Eumecocera argyrosticta (Bates, 1884)
- Eumecocera callosicollis Breuning, 1943
- Eumecocera gleneoides (Gressitt, 1935)
- Eumecocera impustulata (Motschulsky, 1860)
- Eumecocera minamii Makihara, 1984
- Eumecocera trivittata (Breuning, 1947)
- Eumecocera unicolor (Kano, 1933)